# 824.
◄ | 8. stoljeće | 9. stoljeće | 10. stoljeće | ►
◄ | 790-ih | 800-ih | 810-ih | 820-ih | 830-ih | 840-ih | 850-ih | ►
◄◄ | ◄ | 821. | 822. | 823. | 824. | 825. | 826. | 827. | ► | ►►
Astronomija • Književnost • Kršćanstvo • Pravo • Promet

## Smrti
- 11. veljače – Paskal I., papa

## Vanjske poveznice
|  | Zajednički poslužitelj ima još gradiva o temi 824. |